# Keillmore
Keillmore är en by i North Knapdale, Knapdale, Argyll and Bute, Skottland. Byn är belägen 10 km från Tayvallich. Det har ett kapell.